# Marbury (Cheshire)
Marbury – wieś w Anglii, w hrabstwie ceremonialnym Cheshire, w dystrykcie (unitary authority) Cheshire East. Leży 26 km na południowy wschód od miasta Chester i 240 km na północny zachód od Londynu. W 2001 miejscowość liczyła 244 mieszkańców.